# Narentijnen

Neretva of Pagania

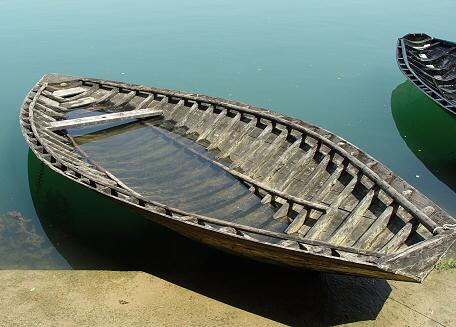
Narentijns schip

De term Narentijnen of Neretvani verwijst naar de Narentijnse piraten die actief waren in de Adriatische Zee tijdens de negende en tiende eeuw.

## Oorsprong
De Narentijnen waren een Slavisch volk, een zijtak van de Serven. In de 6de eeuw werden zij door de Avaren richting de Adriatische kust gedreven. Ze vestigden zich aan de monding van de rivier de Neretva in de huidige Kroatische provincie Dubrovnik-Neretva, die destijds Pagania werd genoemd, omdat de Narentijnen zich nooit hebben laten kerstenen.

## Geschiedenis
De streek was destijds een deel van het Byzantijnse Rijk. Tijdens de regering van keizer Theophilos (829-842) verloor Byzantium zijn greep op de Middellandse Zee en de Balkan. Het byzantijnse steunpunt in de Adriatische Zee was Venetië, dat nu aan zijn lot werd overgelaten. De Narentijnen profiteerden van de situatie om de Venetiaanse vloot te beroven. Het tij keerde met de regeerperiode van keizer Basileios I, die weer voor stabiliteit zorgde. Doge Pietro I Candiano kwam in 887 tijdens een strafexpeditie om het leven. Venetie sloot met de Narentijnen vrede voor vijftig jaar. Vijftig jaar later was doge Pietro III Candiano (942-959) opnieuw genoodzaakt in te grijpen, maar opnieuw moesten de Venetianen het onderspit delven.
Midden de tiende eeuw wijzigde de situatie in de regio. Rond 960 kwam er een einde aan het vorstendom Raška en het land werd verdeeld onder het Byzantijnse en Bulgaarse Rijk. Toen er in 997 een troonstrijd ontstond in het Koninkrijk Kroatië vroeg de ene partij hulp aan de Bulgaren en de andere partij aan Venetië. Doge Pietro II Orseolo slaagde daar, waar zijn voorgangers faalden.  Op Hemelvaartsdag 998 versloeg Orseolo de piraten en eigende zich daarbij de titel Dux Dalmatianorum (Hertog van de Dalmatiërs) toe.